# Hack (album)
Hack è il secondo album in studio del gruppo musicale statunitense Information Society, pubblicato il 16 ottobre 1990.

## Tracce
1. Seek 200 – 3:06
2. How Long – 4:06
3. Think / Wenn Wellen Schwingen – 5:06 – Think - 4:42; Wenn Wellen Schwingen - 0:24
4. A Knife & a Fork / R.I.P – 3:23 – A Knife & a Fork - 3:03; R.I.P - 0:20
5. Now That I Have You – 5:04
6. Fire Tonight – 5:39
7. Can't Slow Down / T.V. Addicts – 5:15 – Can't Slow Down - 4:44; T.V. Addicts - 0:31
8. Hard Currency – 2:34
9. Move Out / CP Drill KKL – 4:35 – Move Out - 3:58; CP Drill KKL - 0:37
10. Mirrorshades / We Don't Take – 5:39 – Mirrorshades - 5:29; We Don't Take - 0:10
11. Hack 1 / Charlie X – 3:34 – Hack 1 - 3:23; Charlie X - 0:11
12. If Only – 4:06
13. Come With Me – 4:23
14. Slipping Away / Here Is Kazmeyer – 4:13 – Slipping Away - 3:58; Here Is Kazmeyer - 0:15
15. Chemistry – 2:12